# Les Aventures du colonel March
Les Aventures du colonel March (Colonel March of Scotland Yard) est une série télévisée britannique en 26 épisodes de 26 minutes, créée par John Dickson Carr et diffusée entre le 24 septembre 1955 et le 17 mars 1956 sur le réseau ITV.
Au Québec, la série a été diffusée à partir du 28 avril 1956 à la Télévision de Radio-Canada, et en France à partir du 5 juin 1957 sur RTF Télévision. Rediffusion sur Série Club dans les années 1990.

## Synopsis
Cette série met en scène les enquêtes du colonel Perceval March, chargé des « affaires non classées », au sein de Scotland Yard. Ce détective hors pair, et borgne, est confronté à des créatures étranges : abominable homme des neiges, homme invisible, extraterrestres…

## Distribution
- Boris Karloff : colonel Perceval March
- Ewan Roberts (en) : inspecteur Ames
- Eric Pohlmann : commissaire Aristide Goron

## Épisodes
1. Folie homicide (The Sorcerer)
2. L'Appel de l'au-delà (Present Tense)
3. La nuit, tous les chats sont gris (At Night All Cats Are Grey)
4. Le Monstre des neiges (The Abominable Snowman)
5. Le Mystérieux Monsieur Z (The Headless Hat)
6. La Deuxième Joconde (The Second Mona Lisa)
7. Message interplanétaire (Death in Inner Space)
8. Le Mort qui parle (The Talking Head)
9. Le diable vend son âme (The Devil Sells His Soul)
10. Meurtre à l'institut de beauté (Murder Is Permanent)
11. Le Vœu de silence (The Silent Vow)
12. La Mort et le Singe (Death and the Other Monkey)
13. Le Crime volé (The Stolen Crime)
14. Le Rideau d'argent (The Silver Curtain)
15. Erreur à l'aube (Terror at Daybreak)
16. L'Argent qui brûle les doigts (Hot Money)
17. L'Homme de Damas (The Missing Link)
18. Le Missel diabolique (The Misguided Missal)
19. Le Coffret maléfique (The Deadly Gift)
20. Le Fantôme vivant (The Case of the Lively Ghost)
21. La Danseuse assassinée (Death in the Dressing Room)
22. Le Nouvel Homme invisible (The New Invisible Man)
23. Passes d'armes (Passage at Arms)
24. Le Poignard invisible (The Invisible Knife)
25. Le Caniche aux diamants (The Case of the Kidnapped Poodle)
26. Meurtre sans cadavre (Strange Event at Roman Fall)

## Note et référence
1. ↑  « Boris Karloff », La Semaine à Radio-Canada, vol. VI, no 28,‎ 14 avril 1956, p. 8 (lire en ligne)
2. ↑  Programme du 5 juin 1957.